# Médaille Hannan
Pour les articles homonymes, voir Hannan.
La médaille Hannan  (Hannan Medal in the Mathematical Sciences) est une distinction en mathématiques décernée tous les deux ans par l'Académie australienne des sciences en reconnaissance des réalisations par des Australiens dans les domaines des mathématiques pures, appliquées et calculatoires et la statistique.
Cette médaille commémore le mathématicien Edward J. Hannan, pour ses travaux dans l'analyse des séries temporelles.

## Lauréats
- 2021 : Varghese Mathai (Université d'Adélaïde)
- 2019 : Alan Welsh (université nationale australienne, à Canberra), Statistique[1]
- 2017 : Frank Robert De Hoog (CSIRO), Mathématiques appliquées et computationnelles[2]
- 2015 : Alan McIntosh (université nationale australienne, à Canberra) et Gus Lehrer (université de Sydney, à Sydney) Mathématiques pures[3]
- 2013 : Matthew Wand (université technologique de Sydney, Sydney), Statistique
- 2011 : Colin Rogers (université de Nouvelle-Galles du Sud, Sydney), Mathématiques appliquées et computationnelles
- 2009 : E. Norman Dancer (université de Sydney), Mathématiques pures [4]
- 2007 : Eugene Seneta (université de Sydney), Statistique [5]
- 2005 : Richard P. Brent (université nationale australienne), Mathématiques appliquées et computationnelles[6]
- 2003 : J. Hyam Rubinstein (université de Melbourne, Melbourne), Mathématiques pures
- 2001 : Adrian Baddeley (université d'Australie-Occidentale, Perth), Statistique
- 1998 : Anthony J. Guttmann (université de Melbourne), Mathématiques appliquées et computationnelles
- 1996 : Neil Trudinger (université nationale australienne), Mathématiques pures[7]
- 1994 : Peter Gavin Hall (université de Melbourne) et Chris Heyde (université nationale australienne), Statistique